# NGC 366
NGC 366 је расејано звездано јато у сазвежђу Касиопеја које се налази на NGC листи објеката дубоког неба.
Деклинација објекта је + 62° 13' 44" а ректасцензија 1h 6m 25,9s. Привидна величина (магнитуда) објекта NGC 366 износи 13,5. NGC 366 је још познат и под ознакама OCL 316.